# Agallia campbelli
Agallia campbelli är en insektsart som beskrevs av William Lucas Distant 1916. Agallia campbelli ingår i släktet Agallia och familjen dvärgstritar. Inga underarter finns listade i Catalogue of Life.